# 周楠
周楠（1907年—1980年5月22日），又名洪飚，男，广东中山人，中华人民共和国政治人物，曾任广东省政协副主席。